# Coronne
Die Coronne ist ein Fluss in Frankreich, der in den Regionen Auvergne-Rhône-Alpes und Provence-Alpes-Côte d’Azur verläuft. Sie  entspringt unter dem Namen Ravin de Chapelut im Gemeindegebiet von Venterol, ändert nochmals ihren Namen auf Torrent de la Fosse bevor sie ihre definitive Bezeichnung Coronne erhält. Sie entwässert generell in südwestlicher Richtung und mündet nach rund 23 Kilometern an der Gemeindegrenze von Richerenches und Montségur-sur-Lauzon als linker Nebenfluss in den Lez. Auf ihrem Weg durchquert die Coronne die Départements Drôme und Vaucluse.

## Orte am Fluss
(Reihenfolge in Fließrichtung)
- Valréas
- Richerenches